# Episodi di Maledetti scarafaggi (prima stagione)
La prima stagione di Maledetti scarafaggi è stata trasmessa inizialmente negli Stati Uniti, su Fox Family Channel, a partire dal 6 settembre 1998. Solo l'anno successivo arriva in Francia sul canale France 3. In Italia è andata in onda su Italia 1 tra il 2001 e il 2002.
Nel 2015 viene trasmessa su K2 e Frisbee col titolo Oggy e i maledetti scarafaggi, per la prima volta con la sigla originale in lingua inglese. Per le prime edizioni, infatti, la serie TV veniva mandata in onda con la sigla adattata in italiano.
| n°     | n°     | Titolo originale                 | Titolo italiano                   | Prima TV USA     | Prima TV Italia                                |
| ------ | ------ | -------------------------------- | --------------------------------- | ---------------- | ---------------------------------------------- |
| Pilote | Pilote | Pilote                           | Pilote                            | 6 settembre 1998 | Pilot (11 Settembre 2001)                      |
| 1      | 1      | Chocolat amer                    | Cioccolato amaro                  |                  | Bitter Chocolate (16 Settembre 2001)           |
| 1      | 2      | Les frites                       | Patatine fritte                   |                  | French Fries (17 Settembre 2001)               |
| 1      | 3      | Mission Oggy                     | Missione Oggy                     |                  | Mission Oggy (10 Ottobre 2001)                 |
| 2      | 4      | Coup de cafard                   | Tutto sotto controllo             |                  | It's All Under Control (10 Ottobre 2001)       |
| 2      | 5      | Tchao tympan                     | Molto rumore per nulla            |                  | It's Been a Hard Day's Noise (31 Ottobre 2001) |
| 2      | 6      | Le Patient                       | Il paziente                       |                  | The Patient (7 Novembre 2001)                  |
| 3      | 7      | Rythmes et Bleus                 | Il buongiorno si vede dal mattino |                  | Shake Oggy Shake (11 Novembre 2001)            |
| 3      | 8      | Plus dure sera la chute          | C'è chi scende e c'è chi sale     |                  | The Rise and the Fall (11 Novembre 2001)       |
| 3      | 9      | Petit, petit, petit              | Com'è piccolo il Mondo            |                  | It's a Small World (7 Dicembre 2001)           |
| 4      | 10     | Joyeux Anniversaire              | Buon compleanno                   |                  | Happy Birthday (10 Dicembre 2001)              |
| 4      | 11     | La Métamorphose                  | Metamorfosi                       |                  | Metamorphosis (14 Gennaio 2002)                |
| 4      | 12     | Jalousie                         | Gelosia                           |                  | Jealousy (20 Gennaio 2002)                     |
| 5      | 13     | Vendredi 13                      | Venerdì 13                        |                  | Wrong Side of the Bed (8 Febbraio 2002)        |
| 5      | 14     | Sois zen avec l'oseille          | Il denaro non fa la felicità      |                  | Go Slow With Your Dough (9 Febbraio 2002)      |
| 5      | 15     | Dent de lait                     | Dente per dente                   |                  | Tooth Good to be True (20 Febbraio 2002)       |
| 6      | 16     | Une vie duraille                 | Assalto al treno                  |                  | One Track Life (9 Marzo 2002)                  |
| 6      | 17     | Grignotator                      | Scontro fra titani                |                  | Mouseagator (8 Aprile 2002)                    |
| 6      | 18     | 37°2 toute la journée            | La dolce attesa                   |                  | Nine Months and Counting (19 Aprile 2002)      |
| 7      | 19     | Soigne ton code                  | L'esame di guida                  |                  | A Tip for the Road (22 Aprile 2002)            |
| 7      | 20     | Cherchez l'intrus                | L'intruso                         |                  | The Outsider (23 Aprile 2002)                  |
| 7      | 21     | Jolie Poupée                     | La bambola                        |                  | Baby Doll (11 Maggio 2002)                     |
| 8      | 22     | La Solitude                      | Solo come un gatto                |                  | So Lonely (5 Giugno 2002)                      |
| 8      | 23     | Oggy et les Cafards géants       | Oggy e gli scarafaggi giganti     |                  | Oggy and the Giant Roaches (9 Giugno 2002)     |
| 8      | 24     | Oggy et les Bébés                | I cuccioli                        |                  | Oggy and the Babies (27 Giugno 2002)           |
| 9      | 25     | Comme des chiens                 | Un giorno da cani                 |                  | A Dog Day Afternoon (22 Luglio 2002)           |
| 9      | 26     | Jeux de carpes                   | Oggy va a pesca                   |                  | Fishing Frolic (8 Agosto 2002)                 |
| 9      | 27     | Rock'n'roll Altitude             | Volare, che passione!             |                  | Rock 'n Roll Altitude (15 Agosto 2002)         |
| 10     | 28     | La Tête et les Muscles           | Cime tempestose                   |                  | It's a Long Way Down (10 Settembre 2002)       |
| 10     | 29     | Un dîner en ville                | Una serata storta                 |                  | Oggy's Night Out (7 Ottobre 2002)              |
| 10     | 30     | Le Régime d'Oggy                 | La dieta                          |                  | Oggy's Diet (11 Ottobre 2002)                  |
| 11     | 31     | Voyage dans le temps             | La macchina del tempo             |                  | The Time Machine (26 Ottobre 2002)             |
| 11     | 32     | Occupé                           | Occupato!                         |                  | Occupied (7 Novembre 2002)                     |
| 11     | 33     | Maison à louer                   | Affittasi                         |                  | House for Rent (8 Novembre 2002)               |
| 12     | 34     | Le Ticket de loto                | Il biglietto della lotteria       |                  | The Lottery Ticket (17 Novembre 2002)          |
| 12     | 35     | L'appât se rebiffe               | L'esca va a pesca                 |                  | The Bait Bites Back (10 Dicembre 2002)         |
| 12     | 36     | Globulopolis                     | Yogurt con sorpresa               |                  | Globulopolis (7 Gennaio 2003)                  |
| 13     | 37     | Les Cafards de l'espace          | Scarafaggi spaziali               |                  | Space Roaches (8 Gennaio 2003)                 |
| 13     | 38     | Le Caillou qui voulait nager     | Abissi                            |                  | Deep End (8 Gennaio 2003)                      |
| 13     | 39     | Aux secousses !                  | Il singhiozzo                     |                  | The Hiccup (8 Gennaio 2003)                    |
| 14     | 40     | Remue-méninges                   | Quando si ha cervello...          |                  | Toy's R Oggy (21 Gennaio 2003)                 |
| 14     | 41     | Mamie Jubile                     | Il compleanno della nonna         |                  | Granny's Day (18 Febbraio 2003)                |
| 14     | 42     | Coquilles en stock               | Vita da lumache                   |                  | Oggy goes Snailing (9 Marzo 2003)              |
| 15     | 43     | Kit en tas                       | La trappola                       |                  | Cat Kit (10 Marzo 2003)                        |
| 15     | 44     | Micro-craignos                   | Il documentario                   |                  | Docu-mentally (16 Marzo 2003                   |
| 15     | 45     | Le Dictateur                     | Il dittatore                      |                  | The Dictator (19 Marzo 2003)                   |
| 16     | 46     | Super Cafard                     | Super scarafaggi                  |                  | Oggy vs. Super Roach (19 Marzo 2003            |
| 16     | 47     | Canicule                         | La nuvola dispettosa              |                  | Heatwave (10 Aprile 2003)                      |
| 16     | 48     | Souvenirs, souvenirs             | Il sentiero dei ricordi           |                  | Memory Lane (27 Aprile 2003)                   |
| 17     | 49     | Tremblez manèges                 | Luna Park                         |                  | The Carnival's in Town (14 Maggio 2003)        |
| 17     | 50     | Attention travaux                | Lavori in corso                   |                  | Beware Of Destruction (30 Maggio 2003)         |
| 17     | 51     | C'est pas du pipeau              | Oggy e il flauto magico           |                  | Oggy and the Magic Flute (30 Maggio 2003)      |
| 18     | 52     | Chasse toujours, tu m'intéresses | Uccello del malaugurio            |                  | A Bird of Ill Omen (24 Giugno 2003)            |
| 18     | 53     | La Révolte des canards           | L'anatra                          |                  | Duck Soup (6 Luglio 2003)                      |
| 18     | 54     | Qui perd gagne                   | Chi vince piglia tutto            |                  | Winner Takes All (8 Luglio 2003)               |
| 19     | 55     | Oggy contre les fantômes         | Il cacciatore di fantasmi         |                  | The Ghost Hunter (5 Agosto 2003)               |
| 19     | 56     | Balle au but                     | La palla magica                   |                  | Bugball (20 Agosto 2003)                       |
| 19     | 57     | Les Joies du plein air           | Gli allegri campeggiatori         |                  | Happy Campers (6 Settembre 2003)               |
| 20     | 58     | La Tirelire                      | Il salvadanaio                    |                  | The Piggy Bank (5 Ottobre 2003)                |
| 20     | 59     | Le Clone d'Oggy                  | Il clone di Oggy                  |                  | Oggy's Clone (14 Ottobre 2003)                 |
| 20     | 60     | La Trêve de Noël                 | Una tregua per Natale             |                  | A Truce for Christmas (29 Ottobre 2003)        |
| 21     | 61     | Complètement accro               | Ossessionato dalla TV             |                  | TV Obsession (11 Novembre 2003)                |
| 21     | 62     | À toute berzingue                | La grande corsa                   |                  | Race to the Finish (17 Novembre 2003)          |
| 21     | 63     | La Nuit du Grime                 | I mostri della Laguna di Fango    |                  | Monster from the Mud Lagoon (20 Novembre 2003) |
| 22     | 64     | Le Jardin des supplices          | Il giardino degli orrori          |                  | The Garden of Horrors (23 Novembre 2003)       |
| 22     | 65     | Pris au piège                    | In trappola                       |                  | Caught in a Trap (24 Novembre 2003)            |
| 22     | 66     | Tout le charme d'un week end     | Una Domenica bestiale             |                  | Blue Sunday (24 Novembre 2003)                 |
| 23     | 67     | La Multiplication des cancrelats | Il piccolo chimico                |                  | Cloning Around (24 Novembre 2003)              |
| 23     | 68     | Les Trois Vœux                   | Tre desideri                      |                  | 3 Wishes and You're Out (25 Novembre 2003)     |
| 23     | 69     | Voyage virtuel                   | Viaggio virtuale                  |                  | Virtual Voyage (26 Novembre 2003)              |
| 24     | 70     | Mite des neiges                  | L'abominevole Tarma delle Nevi    |                  | The Abominable Snow Moth (30 Novembre 2003)    |
| 24     | 71     | Le Chat de la voisine            | Il gatto del vicino               |                  | The Neighbor's Cat (1 Dicembre 2003)           |
| 24     | 72     | Lune de miel                     | Luna di miele                     |                  | Honeymoon (3 Dicembre 2003)                    |
| 25     | 73     | Zig zags pour deux zigues        | La mongolfiera                    |                  | Loony Balloons (3 Dicembre 2003)               |
| 25     | 74     | Balai à réactions                | Oggy e la scopa magica            |                  | Oggy and the Magic Broom (3 Dicembre 2003)     |
| 25     | 75     | Sandwich au sable                | Tipi da spiaggia                  |                  | Beachcombers (4 Dicembre 2003)                 |
| 26     | 76     | Urgences                         | Pronto soccorso                   |                  | Emergency Room (4 Dicembre 2003)               |
| 26     | 77     | Vieilles Canailles               | Oggy e le statue                  |                  | Oggy Van Winkle (4 Dicembre 2003)              |
| 26     | 78     | Première à l'Opéra               | Una serata all'Opera              |                  | A Night at the Opera (4 Dicembre 2003)         |

## Cioccolato amaro
Oggy riceve per posta una scatola di cioccolatini e deve proteggerla da tre Scarafaggi che infestano la sua casa: Dee Dee, Marky e Joey, facendosi aiutare da suo cugino Jack, anche se ciò consiste nel far infortunare entrambi e distruggere la casa. Alla fine riceve l'ultimo cioccolato rimasto, ma I Tre Insetti mettono qualcosa di esplosivo dentro e alla fine si ritrova carbonizzato, e Loro ridono.

## Patatine fritte
Oggy un giorno decide di cucinare delle patatine fritte servendosi di un libro di cucina francese, ma arrivano Gli Scarafaggi che se le ruberanno e se le mangieranno, e né segue una lotta per tutta la casa. Alla fine Oggy trova una delle patatine rimaste, ma il loro camion sbanda e le trascina nell'edificio, e si confonde per sapere di esse quale mangiarne.

## Missione Oggy
Mentre Oggy va a fare la spesa, Gli Scarafaggi fanno un grande pasticcio rubando il cibo e mettendosi a guardare la Tv. Ad un certo punto Dee Dee cade nel barattolo di un sacco e rimane incastrato lì dentro fino a quando il protagonista non torna scoprendo tutto e lo mette nel frigorifero per mezzo di un inseguimento, chiudendolo a chiave. Joey e Marky, rimasti scoinvolti, decidono di fare una missione per riaverlo indietro. Naturalmente ci riescono, solo che con le trappole messe da Oggy per fare in modo che quello che è successo non si ripeta mai più, verranno attaccate da esse. Oggy si compiace, e si mangia un cioccolatino, prendendo spunto dall'esordio e passando al meglio.

## Tutto sotto controllo
Jack riposa sull'amaca, ma il suo russare sveglia Joey, che dorme sugli alberi che la sostengono. Disposto a tutto pur di vendicarsi, decide di entrare nel suo cervello insieme a Dee Dee e Marky per dargli una lezione, facendogli fare cose strane e mettendo Oggy in imbarazzo, fino a quando non si infortuna, costretto ad essere sulla sua personale sedia a rotelle, regalando il suo modo di essere buffo agli spettatori, il che significa che tornerà anche ad essere simpatico.

## Molto rumore per nulla
Tutto ciò che Oggy vuole fare è ascoltare una piacevole melodia rilassante, ma gli scarafaggi hanno preso il controllo dello stereo e rendono il compito più complicato di quanto dovrebbe essere. Oggy fa del suo meglio per respingerli e cerca di godersi la sua musica. Ma in questa famiglia trovare la pace è quasi impossibile...

## Il paziente
Dopo un nuovo scontro con Gli Scarafaggi, Jack cade in una piscina ghiacciata e si ammala. Oggy deve prendersi cura di Lui per farlo tornare come prima, ma anche gli insetti si uniscono e cercano di far peggiorare le sue condizioni, ovviamente drogando anche la sua medicina. Infine la stessa sorte si ripresenta, stavolta con gli insetti che vennero aggiunti.

## Il buongiorno si vede dal mattino
Oggy è stanco di vivere una vita sfortunata e stressante e si mette comunque a fare le pulizie, a cui verrà in seguito aiutato da Jack. Tuttavia Gli Scarafaggi gli fanno bere un Caffè diverso dal suo normale e, a causa del loro nuovo scherzo, si ritrova a fare le cose a tutta velocità, mettendosi nei guai.

## C'è chi scende e c'è chi sale
Jack costruisce un grattacielo nel cortile di Oggy, ma il Gatto Azzurro, vedendo l'altezza, soffre le vertigini e inizia a terrorizzarsi. Convinto di sfruttare la cosa e resosi conto della presenza della notte, decide di fare il sonnambulo, ma Jack interviene perché non vuole che lui finisca nei guai, a cui lo aiuta a togliersi. Infine, Gli Scarafaggi lo faranno esplodere, e saranno ricoverati nella sala delle cure della casa del protagonista, ma non saranno i soli: anche per Jack sarà necessaria la cosa. Oggy dà dunque il cibo a tutti e cinque, di cui gli insetti se ne pentiranno.

## Com'è piccolo il mondo
Oggy sorprende i suoi nemici a fare irruzione nel frigorifero e li scaccia. Decide di mettere un luchetto al frigorifero per evitare che gli scarafaggi gli rubino il cibo. I Tre, però, riescono a rubare la chiave del lucchetto e a rifugiarsi nella lavatrice. Oggy, dopo un tentativo invano di recuperarla, gli viene un'idea: userà la fotocopiatrice per diventare piccolo come gli scarafaggi così da recuperare la chiave! Rimpicciolirsi fino alle dimensioni degli scarafaggi è facile, ma trovare il loro nascondiglio? Non così tanto. Tanto più che ciò che sembra innocuo di piccole dimensioni improvvisamente sembra più minaccioso. Infine torna sano e salvo con essa, ma Gli Scarafaggi mostrano i loro volti di cattiveria per dominare il mondo, fino a farsi ingrandire.

## Buon compleanno
È il compleanno di Oggy e il protagonista prepara con Jack le decorazioni, ma Gli Scarafaggi rovinano tutto. Jack, alla vista di ciò, perde la pazienza e rimprovera ad Oggy per l'accaduto. Lui reagisce disperandosi, mettendosi a credere che non gli voglia più bene. Intento a lasciarlo, inizia a suicidarsi. Jack, dopo essersi pentito di quello che gli ha fatto, lo salva, dicendogli che tutti e due devono sapere andare d'accordo, ma un nuovo scherzo di rappresaglia rompe finalmente tutti i bicchieri, costringendo I Due Gatti sfortunati a rimettere le cose a posto.

## Metamorfosi
Mentre Oggy mangia dei cioccolatini a letto, gli scarafaggi ne sostituiscono uno con un cioccolatino verde fluorescente. Oggy non accorgendosene lo mangia. Tuttavia la mattina seguente diventa uno Scarafaggio, a sospetto di quelli veri che si godono lo spettacolo. Successivamente sia Lui che Jack non si riconoscono, fino a quando non torna normale sputando il cioccolato nella bocca del cugino e quest'ultimo viene cacciato via. Alla fine Oggy lì mangia nuovamente, ma la stessa sorte di prima si verifica con uno Rosso, senza sapere cosa possa succedere.

## Gelosia
Mentre fuori piove, Oggy, visto che è innamorato, decide di ideare un appuntamento con la sua Fidanzata, Terra. Ma appena viene a casa sua, anche Marky si innamora di Lei, rendendolo geloso e rovinandolo. Stufo della cosa, la manda via. Infine confessa a Jack l'accaduto, mentre Lo Scarafaggio mette la sua nuova innamorata tra le altre che ha incontrato in precedenza.

## Venerdì 13
Mentre cambia il giorno sul calendario, Oggy si accorge che è venerdì 13. Essendo molto superstizioso, inizia a vedere presagi di sventura dappertutto. Gli scarafaggi vedono una bella opportunità per giocare sulla paranoia di Oggy; e lo fanno rompendo il suo specchio, dirottando le sue sessioni di cartomanzia e sostituendo persino il suo ferro di cavallo fortunato con una calamita dipinta di grigio. All'improvviso, Oggy va nel panico; perché tutti i suoi mobili e attrezzature lo seguono in giro? Gli scarafaggi ridono a lungo e ad alta voce per il loro scherzo crudele, fino a quando un incidente copre Oggy di vernice nera e li lascia in grossi guai! Episodio citato all'omonimo film horror del 1980.

## Il denaro non fa la felicità
Oggy nota che Jack ha nascosto sotto il tappeto del salotto una strana valigetta. E con suo grande stupore, è pieno di banconote! Così tanti soldi! Oggy, impazzito, si cerca un nascondiglio, ma nessuno è disponibile. Tuttavia, si rende conto che servivano a Jack, e, nel tentativo di ricostruire la vicenda, aggrava molto la situazione. Il mattino dopo, vedendo la valigietta distrutta che serviva anche ad un esattore, viene preso ingiustamente a botte.

## Dente per dente
Per colpa degli Scarafaggi, ad Oggy cade un dente e lui lo nasconde sotto il cuscino. Il Topo arriva e gli dà i soldi. Joey, che vede tutto, decide di approfittarne della situazione in modo da far arrivare altri soldi per Lui in modo da avere una vita migliore. Purtroppo tra denti e soldi tutto si rivela una buona dose di sfortuna, fino a quando Lo Scarafaggio non perde uno dei suoi denti a sua volta.

## Assalto al treno
Oggy, vedendo Jack giocare al suo Videogioco preferito, decide di giocare con il suo trenino giocattolo portafortuna sia per passarsi il tempo come a Lui che per proteggere il frigorifero dagli Scarafaggi. Ma anche esso scatenerà una nuova lotta, che alla fine lì metterà fuorigioco. Infine, I Due Gatti decidono di giocare al proprio Videogioco, devo rappresentano a Loro che fanno un giro in una caverna, entrando e uscendo di continuo.

## Scontro fra titani
Oggy riceve per posta un nuovo tagliaerba automatico. Inizia a tagliare l'erba, ma per poco non uccide gli scarafaggi. Gli scarafaggi, per vendicarsi, decidono di costruire un robot in grado di distruggere tutto ciò che incontra. Incensati, gli scarafaggi costruiscono addirittura un Topo Robotico che possa risottomere i loro piani. All'inizio tutto funziona, ma più tardi diventerà cattivo e seminerà il terrore nella casa del Gatto e nella tana dei suoi Creatori. Sarà Oggy a salvarli, rompendo le due cose. Decide poi, quando l'erba cresce, di farla mangiare a Loro, giurando di comprarsi un nuovo tagliaerba di sua volontà.

## La dolce attesa
Mentre Oggy sta dormendo, Gli Scarafaggi gli gonfiano la pancia con l'elio, e Lui crede di essere in gravidanza, ovvero di essere già diventato Padre. Ma, grazie alle nuove buffonate degli Scarafaggi e al ritorno alla normalità della sua pancia fatto da Jack, scopre la verità e si rende conto che la gravidanza non è tutto Rose e Fiori, con suo grande sgomento. Dopo un po', decide di vendicarsi mandando I Tre Parassiti sulla luna mettendoli al caldo sotto una copertuccia rossa, e ci riesce.

## L'esame di guida
Oggy deve fare l'esame di guida, ma sfortunatamente arrivano Gli Scarafaggi che rovineranno tutto. Oggy viene acclamato invece bravo allo stesso, dato che ha fatto vivere il divertimento sfrenetico ai suoi due istruttori, lasciando Gli Insetti senza dubbi.

## L'intruso
Un Topo si trasferisce a casa di Oggy, che però, credendo che vogliano fargli delle cose brutte, si spaventa a morte. I Tre insegnano al piccolo animale a saccheggiare il frigorifero del Gatto e a fargli dei dispetti, ma le idee sono poco costose. Naturalmente si fanno ricoverare nella sala di cure, e Jack arriva con i propri fiori, ma, credendo che c'è il veleno messo dentro sia ad essi che alla torta trasformata da buona nel loro stesso effetto, a cui quest'ultimo scherzo fece finirà tutti e cinque lì, si fanno prendere dal panico, per giunta.

## La bambola
Oggy decide di giocare con la sua bambola e la sua casa delle bambole, mentre gli scarafaggi si aggirano all'interno. Appena Marky la vede, si innamora, ai danni dei suoi compagni. Oggy è scioccato e le tenta tutte per riaverla indietro, persino portando un altro giocattolo, ma fallisce. Tutto continua fino a quando si rompe e si fa curare, costringendo allo Scarafaggio a utilizzare il giocattolo di prima, così lui ha già capito che l'amore a prima vista non potrebbe essere facile come pensava.

## Solo come un gatto
Oggy sa che vivere con tre insetti parassiti e sadici non è facile, specialmente per Lui. Dopo un nuovo scherzo di rappresaglia, decide di chiudere Gli Scarafaggi dentro una lattina e buttarla via. Adesso è calmo e può vivere la sua vita, ma, quando fa un sogno e pensa ad una cosa del genere che gli fa passare un incubo, scopre l'amara verità: gli mancano davvero. Decide allora di farli tornare, ma poi arrivano delle lattine a casa sua quando il loro camion va fuori controllo, a cui cerca invano di aprirle.

## Oggy e gli scarafaggi giganti
Jack presta ad Oggy il suo binocolo, con il quale infastidisce Gli Scarafaggi fino a gettarli nel water. Intento a vendicarsi, Joey vede i suoi Fratelli fare qualcosa con le lenti dell'oggetto e decidono di mettergliele nei suoi occhi. In questo modo finiscono per spaventarlo nel processo, facendogli credere che siano diventati giganti, conducendo tutto ad uno spettacolo che non dimenticherà mai. Oggy poi si libera dalle lenti, ma le fa arrivare negli occhi di Jack e lo lascia confuso.

## I cuccioli
Oggy supplica a Jack di non uccidere agli Scarafaggi, per mezzo di un nuovo scontro, in quanto pensa ad una cosa che possa farli diventare buoni una volta per tutte. Lui, però, non è d'accordo in quanto, per fargli pagare gli scherzi che hanno fatto in passato non solo a Lui ma anche al Cugino, opta per la migliore punizione, quella di cacciarli via dalla casa. Non dati per vinti, decidono di travestirsi da adorabili cuccioli e di farsi prendere cura da Lui, ma tutto sarà movimentato e alla fine vengono scoperti, con I Due Mici che non sembrano avere dubbi.

## Un giorno da cani
Di ritorno dallo shopping, Oggy inciampa in un cagnolino, che si affeziona a lui. Lui però vuole fare le sue cose senza distrazioni, e cerca invano di sbarazzarsi un po'del Cucciolo. In casi appropriati, Oggy scopre l'amicizia tra I Cani e I Gatti, che è molto costante, ma non con gli insetti, a cui finisce per far infortunare Gli Scarafaggi con un colpo di grazia. Ma quando Jack scopre tutto, le cose si girano. Infine Il Medico arriva, lo cura e se lo porta via, con Gli Scarafaggi che vogliono fargli pagare quello che gli ha fatto.

## Oggy va a pesca
Oggy e Jack decidono di andare a pesca, ma Dee Dee, che viene con Loro, rovinerà il loro nuovo passatempo.

## Volare, che passione!
Oggy e Jack vanno a volare. Tuttavia, guardando l'altezza e credendo che possa farsi male, non è contento e si fa prendere dal panico soffrendo le vertigini. Naturalmente Gli Scarafaggi sono presenti e cercano di fargli passare gli amari incubi il maggior tempo possibile. All'improvviso cade e scopre che era tutto diverso da quello che pensava, ma quando Jack gli ridimostra tutto, il timore gli ritorna.

## Cime tempestose
Jack sta scalando una montagna e mostra tutto ad Oggy, che però è poco interessato in quanto deve concentrarsi sulla sua libreria di casa in quanto è motlo bellissima. Nervoso ma sicuro, decide di tornare da solo nella montagna, ma perde l'autobus e deve inseguirlo. Mentre scalano la montagna e la libreria, invece, I Due Gatti vengono picchiati da Un Uccello, dalla Sua Madre e dagli Scarafaggi, e le loro volontà finiscono per venire rovinate dagli Animali. Al ritorno Jack, stanco della situazione, non può fare altro che infuriarsi.

## Una serata storta
Oggy e Jack vanno a cenare al ristorante, ma Gli Scarafaggi, che vengono con Loro, si mangieranno il cibo, finendo per lasciarli a digiuno e rovinare il loro divertimento.

## La dieta
Oggy mangia ininterrottamente: di conseguenza, Il Felino è diventato grasso che non riesce più a fare niente e a salire le scale. Decide allora di fare una dieta per tornare come prima, ma Joey farà andare tutto fuori controllo. Infine riavrà comunque la sua vecchia vita e si fa una ragione sul cibo, fino a quando viene rubato dagli Scarafaggi. Dee Dee lo mangia, si fa dei famosi muscoli e va da una splendida Cicala per mostrarglieli, ma, con il loro peso, sfonda la porta. I Suoi Fratelli scoprono tutto mettendosi a deriderlo.

## La macchina del tempo
Ops! Oggy è stato schiacciato da una caduta dell'armadio causata da Jack che insegue senza sosta gli scarafaggi che avrebbero mangiato tutta la sua deliziosa torta. Jack, rimasto mortificato, decide di costruire una macchina del tempo per riavere tutto indietro, ma ci vogliono delle evoluzioni e non tutto sarà come aveva sperato.

## Occupato!
C'è caldo e Oggy si beve per errore dell'acqua diversa che fa venire i problemi di salute, e infatti gli verrà il mal di pancia. Ha allora bisogno di andare in bagno, ma Gli Scarafaggi, che hanno chiuso la porta a chiave, non vogliono farlo entrare. Cerca in ogni modo invece di entrare a sua volta, ma niente da fare. Dopo aver sottovalutato i suoi piani, provoca un'esplosione della casa che lo fa finalmente entrare, ma Gli Scarafaggi lo intrappolano dentro e lo deridono, e Lui si dispera.

## Affittasi
Stanchi del fatto che Oggy non lì fa vivere in modo sereno, Gli Scarafaggi decidono di fargli affittare la casa ad un Uomo. Il protagonista però ci tiene molto alle sue cose e non è d'accordo, così cerca di far venire un Uomo ingrassato e muscoloso che possa mandarlo via. Il suo piano si rivela un successo, solo che la casa viene distrutta.

## Il biglietto della lotteria
Oggy e Jack sono al verde in quanto non hanno cibo. Decidono di acquistare un biglietto alla lotteria per una scommessa al loro casinò e per comprarlo, ma Dee Dee lo ruba per rovinare le loro possibilità.

## L'esca va a pesca
Oggy e Jack stanno per andare a pesca, ma Gli Scarafaggi mettono qualcosa all'esca che serve per pescare e fanno provocare ai Due Gatti molti pasticci, a cui c'è di mezzo un Verme che deve stabilizzare la situazione.

## Yogurt con sorpresa
Oggy si beve per errore il suo Yogurt senza sapere infatti che all'interno c'è Dee Dee, lasciando Joey e Marky sconvolti. Lo Scarafaggio esplora dunque il suo corpo e mette il protagonista in situazioni incredibili e sconosciute del genere. Alla fine riuscirà ad uscire e a tornare dai suoi amici, ma finiranno infine nel corpo di Jack, con loro grande costernazione.

## Scarafaggi spaziali
Gli Alieni stanno conquistando la terra, ma non è così: sono le tre versioni spaziali dei tre Scarafaggi, che fanno più caos degli originali e faranno ovviamente la stessa cosa dentro la casa di Oggy. Infine, diventeranno amici, grazie alla loro conoscenza.

## Abissi
Oggy ha bisogno di un bagno e si prepara l'occorrente per farlo nella sua vasca, ma Gli Scarafaggi, che arrivano, fanno aumentare l'acqua e sgonfiano il salvagente, così Lui finisce per annegare. Jack, venuto a conoscenza del fatto, gli fa fare il suo vero bagno per passatempo nella sua nuova piscina, ma quando ha paura dell'acqua e Gli Scarafaggi lì seguono, niente va come sperato. Infine sarà Jack a farlo, ma non è affatto convinto.

## Il singhiozzo
Oggy, mentre si beve il suo caffè, se lo schizza in faccia scontrandosi con l'aria e in questo modo gli viene il singhiozzo che gli complica le cose. Decide di andare a farsi curare, ma nessun metodo è in grado. Saranno Gli Scarafaggi, come al solito scherzolosi, a farglielo passare, rubandogli il frigorifero, e ciò crea un inseguimento che finirà quando la porta gli arriva in faccia, ma il giorno seguente gli viene il raffreddore con lo stesso effetto e Loro devono rifare tutto daccapo.

## Quando si ha cervello...
In una nevosa giornata di Natale, gli scarafaggi si intrufolano nel pupazzo di neve di Oggy, che ha lavorato duramente per costruirlo. Oggy dà loro una lezione con uno scherzo esplosivo. In cambio, gli scarafaggi "regalano" a Oggy un orologio a cucù... con un guanto da boxe che fa uscire il cervello di Jack dalla testa. Gli scarafaggi iniziano a giocare con il cervello in tutti i modi possibili, usandolo come pallone da calcio, inserendolo in altri oggetti e riportandoli in vita... e nel frattempo Oggy cerca di fermarli e di recuperarlo. Infine, per dargli una lezione, mette i Loro cervelli nei suoi nuovi giocattoli che ha ricevuto.

## Il compleanno della nonna
La Nonna di Oggy è venuta a trovarci e festeggia il suo compleanno a casa del nipote, e Gli Scarafaggi cercano di rovinarlo. Tuttavia, quando Dee Dee si prende gioco di Joey e Marky, Loro lo abbandonano e Lui ha il cuore spezzato, e i piani saranno sgominati. Poco alla volta e dopo una riflessione si riconcilieranno.

## Vita da lumache
Oggy adotta una Lumaca nel suo giardino, e si affeziona molto. Ma quando si annoia, chiama tutti i suoi amici che invadono l'intera abitazione. Saranno Oggy e Gli Insetti a rimettere le cose a posto.

## La trappola
Jack ha portato un kit fai-da-te per eliminare gli scarafaggi, e vuole assoluto silenzio per costruirlo, con Loro che cercano invano di deconcentrarlo. Quando è completo, infine si trovano nell'aspirapolvere con il cibo del frigorifero aspirato da lì in precedenza.

## Il documentario
È arrivata la fotocamera di Oggy. Estatico, il nostro felino blu decide di fotografare gli Scarafaggi per mostrare che loro sono la sua disgrazia di vita, ma non ne vogliono sapere e tentano di evitare la fotografia in tutti i modi. Proprio quando sta per mostrare un documentario su di loro, riescono a rubarla per invertire le cose, e infine fanno vedere alla città di Animville Oggy spellicciato e umiliato, e lui non sa più cosa fare.

## Il dittatore
Dopo aver colpito un nuovo inseguimento con Gli Scarafaggi, Jack si fa acclamare salvatore della vita di Oggy, ma si monta la testa e diventa un dittatore per imporsi meglio sulle caccie svolte dentro la casa.

## Super scarafaggi
Nel bel mezzo di una tempesta, un fulmine colpisce Dee Dee e, a causa di ciò, crede di essere diventato un supereroe, ma i suoi poteri saranno ridicoli di quelli che Oggy, Joey e Marky pensavano. Infine accadrà qualcosa di straordinario che lo riporterà alla normalità.

## La nuvola dispettosa
Oggy prende il sole e gli scarafaggi vogliono unirsi a lui, ma lì schiaffeggia e lì butta nel water. Salvati ritornano a casa, stufi del suo modo di vivere. Decidono così di creare una nuvola per rovinarlo, ma lui reagirà con una lotta che culminerà nel giardino della casa di Bob con un'esplosione che manderà il quintetto all'ospedale. 

## Il sentiero dei ricordi
Oggy ha creato uno spray per scarafaggi così puzzolente per sconfiggerli che deve coprirsi il naso, dalla quale poi si disfa. Infine, Joey fa ricordare ad Oggy i suoi amori di infanzia e realizzano un appuntamento per farglieli rivedere, ma gli scambiano il suo profumo con lo spray. Così va ad accoglierlo, ma si accorge dello scherzo e che non fu previsto niente e decide di vendicarsi.

## Luna Park
Il carnevale è in città! Il Luna Park ha appena aperto i battenti e Oggy e Jack sono pronti per una giornata di divertimento, brividi e giostre emozionanti! La notizia non sfugge agli scarafaggi, che li seguono e che cercano di trasformarla in un vero e proprio incubo, fino a quando verranno feriti e trasportati in ospedale. Durante il trasporto si vedono infine un omone e la sua figlia, dalla quale si sono inutilmente visti in precedenza.

## Lavori in corso
Jack sta ristrutturando la casa di Oggy mentre il felino prepara da mangiare. Ben presto, però, il nuovo lavoro di Jack sarà sabotato dagli Scarafaggi, a cui ad esempio rubano la sua vasca di cemento utilizzandola come piscina, fino a quando non diventerà una statua dell'elemento fondamentale degli operai per errore.

## Oggy e il flauto magico
Oggy è affascinato da uno show televisivo dove un incantatore ipnotizza un serpente, e decide di fare la stessa cosa rubando quello di Bob dalla sua auto, a costo di venire sbranato. Dopo aver provato invano a fare lo stesso effetto con una mosca, e la volta di Marky, che inizia ad affezionarsi, trascurando Dee Dee e Joey. Sfortunatamente i suoi fratelli si accorgono che, da quando vive con Oggy, sta iniziando a mandare all'aria tutti i piani programmati di rovinare la vita al gatto, e, quando Lui si rende già conto che sta diventando ostile, è rattristato per ricordare quello che pensano e decide di tornare da Loro. Ora è Jack a subire lo stesso effetto.

## Uccello del malaugurio
Un cacciatore miope insegue un tacchino e scambia qualsiasi cosa, incluso Oggy, per il verso dell'animale. Ciò avanti dentro la casa del Gatto che, non volendo essere nei guai, fa di tutto per disfarsene.

## L'anatra
Jack trova un'anatra con le sue amiche, e decide di fare entrambi a pezzi per creare una nuova specie di cibo da mangiare a colazione, pranzo, merenda e cena, ma Oggy non è d'accordo e, dopo tanti strani eventi, decide di sgominare le sue intenzioni. Allora ripristina tutto con un uovo, ma arrivano dei polli che, dall'alimento, manifestano le loro caratteristiche.

## Chi vince piglia tutto
Oggy e Jack giocano a scacchi, ma, grazie agli Scarafaggi, il protagonista ottiene inutilmente la vittoria finendo infatti per imbrogliare. Jack, stufo e scioccato da ciò, decide di vendicarsi, costringendolo a condividere i suoi beni con Lui. Tuttavia si rende conto di essere stato molto egoista con Il Cugino e decide di creare una guerra fatta nella casa che possa riportare la pace tra di Loro, che si concluderà con un'esplosione. Infine, decidono di far unire I Tre Parassiti al gioco per evitare che quello che è successo prima si ripeta, con loro grande sgomento.

## Il cacciatore di fantasmi
Una notte fatale Oggy riesce finalmente a sconfiggere Gli Scarafaggi malviventi con la sua padella e a seppellirli in giardino, ma si trasformano in fantasmi. All'inizio Lui è felice, ma ciò darà vita a situazioni molto assurde e la sua vita senza di Loro non è come aveva desiderato. Decide allora di farli tornare in vita con una sua invenzione, ma la notte è pericolosa e si spaventano a morte per quello che c'è, sul rimorchio di coscienza.

## La palla magica
Il nuovo giocattolo di Oggy è la Super Masket Ball, una palla che rimbalza molto in alto, e arriva presto a casa sua. Tuttavia, i suoi rimbalzi contagiano l'abitazione, persino a Joey, e alla fine arriveranno nello spazio per causa propria.

## Gli allegri campeggiatori
Oggy e Jack vanno in campeggio, dove si portano i beni comuni servibili, ma sia Dee Dee che gli altri animali scontrosi sono presenti e cercano di trasformare la vacanza in un vero e proprio guaio.

## Il salvadanaio
Stufo di vedere Gli Scarafaggi divorare i suoi beni nel suo frigorifero, Oggy lo chiude con la sua chiave e la mette nel suo salvadanaio portafortuna. Naturalmente Loro si vendicheranno coprendo il suo succo da bere con la dinamite e, quando brucia a causa del nuovo scherzo dei Tre Parassiti delle Anatre di passaggio presenti nel cielo, gli viene voglia di un'acqua vera e propria e si precipita a cercarla, ma la chiudono e Lui rischia di morire. Cercherà allora di far uscire la chiave dal salvadanaio a forma di Mucca in ogni modo, ma niente funziona. Il suo elemento di apertura e di chiusura delle cose sarà recuperato quando metterà il salvadanaio sul fuoco, ma Bob, infortunato dai suoi tentativi, distrugge il frigorifero, causando la perdita dei sensi al Protagonista e con Gli Scarafaggi che ridono bevendo della soda con l'oggetto che ha inspiegabilmente la vita.

## Il clone di Oggy
Oggy e Jack giocano a bocce nel cortile, ma varie cose distraggono il protagonista dal suo passatempo preferito ed è costretto ogni volta a farle. In questo modo Gli Scarafaggi, convinti di non fargli perdere le speranze, lo sostituiscono con il suo travestimento simile a Lui, finendo per mettere in imbarazzo a suo cugino che, quando rivedrà a quello vero ripresosi completamente dagli impegni, si scioccherà. Decide alla fine di legarli alle palle per vendicarsi. 

## Una tregua per Natale
Il Natale è il momento della pace e della gioia, ma non in questa casa. Oggy, che sta preparando il cenone della festività, deve vedersela con le buffonate degli Scarafaggi, che termineranno di fatto quando arriverà Jack, che ha avuto un incidente con la sua auto a causa dell'attraversamento stradale di un Cane. Naturalmente anche con Lui lo scompiglio non mancherà, fino a quando divorerà il dolce con la dinamite messa lì dagli Scarafaggi e finirà per arrivare in cielo trasformandosi in una serie di fuochi d'artificio che saranno l'inizio del natale, con grande orrore di Oggy che cerca infatti e invano di impedirglielo. Gli Scarafaggi, buttati nel cortile a causa dei danni svolti dentro la casa del Micio, festeggiano, ma Lui, arrivato, lì caccia dentro l'iride che caratterizza emotivamente la fine dell'episodio per dimostrare che Loro sono cattivoni e sporcaccioni.

## Ossessionato dalla TV
Oggy ama vedere il suo programma preferito alla televisione e fa di tutto per non perderlo, ma Joey e Marky gli rovinano le sue speranze, in quanto, a cui picchia Dee Dee, gli fanno perdere all'inizio il segnale e per giunta la chiudono in una cassaforte. A questo punto, rimasto sconvolto, inizia a impazzire per riaverla indietro, finendo però per far mettere in ridicolo con Jack e Bob. Dopo esserci riuscito nell'intento, scopre che può cambiare anche gli altri canali, ma Gli Scarafaggi staccano la spina e, credendo che Jack sia responsabile di essa in prossimità del suo riattacco, lo malmena, con Loro grande divertimento. 

## La grande corsa
Oggy, mentre annaffia le piante, vede che c'è un'auto da corsa e all'inizio è turbato, ma scopre che è un nuovo passatempo regalato da Jack che inizierà a convincerlo per svolgerlo. Tuttavia finirà per mettere in pericolo Gli Scarafaggi, che decidono infine di vendicarsi ribaltando le cose. Alla fine saranno Loro ad avere una lezione venendo messi sopra a una delle auto da corsa, per propria grandissima costernazione.

## I mostri della Laguna di fango
Oggy è spaventato nel cuore della notte, poiché, in mezzo ad un temporale presente ad Animville, vede delle cose, tra cui un film mostruoso alla televisione, che lo faranno prendere dal panico. Ma soprattutto, quando Jack tenta invano di rientrare a casa sua e si copre di strane sostanze nere, Lui crede che sia un mostro e pretende di non riconoscerlo. Stufi di essersi ridicolizzati, cercano di riconoscersi e mettersi d'accordo per scacciare gli elementi mostruosi presenti, ma, con Gli Scarafaggi, non ci sono dubbi.

## Il giardino degli orrori
Oggy usa un fertilizzante molto potente nel suo giardino. Gli scarafaggi, allora, usano talmente tanto fertilizzante da far crescere una vera giungla, dove anche gli animali sono enormi. Tra un ridicolizzamento e l'altro, però, diventerà appassionato a sua volta.

## In trappola
Oggy non riesce in nessun modo ad allontanare dal frigorifero gli scarafaggi che fanno disordine e sporcano la casa di cibo. Il povero gatto, dunque, decide di installare delle pericolose trappole davanti al frigo. Gli scarafaggi, dopo vari tentativi di aprire il frigo per mangiare, finiscono per far esplodere la casa di Oggy. Appena riescono ad entrare nel frigo, però, cadono in una trappola per topi messa da Oggy in caso di necessità. Oggy, allora, vende gli scarafaggi ad un negozio di animali domestici e rientra sorridente nella sua nuova casa ricostruita.

## Una domenica bestiale
Jack decide di portare Oggy in gita in spiaggia, ma con la presenza degli Scarafaggi e di un ingorgo stradale, la gita si rivelerà invece un vero e proprio guaio.

## Il piccolo chimico
Dopo un nuovo inseguimento con Gli Scarafaggi, Jack, che ne ha abbastanza come ad Oggy, decide di prendere l'insetticida per sconfiggerli e, dopo un primo esempio, ne aggiunge l'altro, ma il risultato è che, anziché raggiunge il vero e proprio obbiettivo, Loro si moltiplicano senza fine. Da ciò nasce una caccia, che culminerà quando la vera e propria moltiplicazione ci sarà non solo degli Insetti, ma anche dei Due Gatti, e che darà spazio a una lotta progressiva.

## Tre desideri
Un giorno un beduino circola assetato nel deserto del Sahara con la speranza di trovare acqua. Però trova una vecchia lampada impolverata dalla quale, se pulita, esce fuori un genio che dona tre desideri. Il beduino desidera diventare ricco, essere circondato dal denaro e avere delle belle ragazze che ballano per lui, ma si dimentica sfortunatamente di chiedere dell'acqua. Poiché i desideri sono esauriti, inizia ad inseguire il genio della lampada munito di scimitarra. La lite avrà breve durata, perché il beduino trova un'oasi abbandonata. Il genio, invece, decide di nascondersi a casa di Oggy. Oggy, allora, strofina la lampada. Jack, però, insiste nel voler avere lui i desideri. Quindi Jack cerca in tutti i modi di chiedere al genio di dare vita ad una donna fotografata in un manifesto pubblicitario di una compagnia di aspirapolvere. Quando la donna prende vita i desideri si esauriscono e Jack inizia ad inseguire infuriato il genio per fargli riportare la donna del manifesto di nuovo alla realtà. Alla fine Jack finisce nel deserto del Sahara dove se la dovrà vedere con il beduino per aver tentato di conquistare le sue danzatrici, mentre la donna del manifesto comparsa nel terzo desiderio inizia con l'aspirapolvere a pulire la casa di Oggy.

## Viaggio virtuale
Mentre Joey e I Suoi Fratelli giocano inutilmente a bocce, Dee Dee fa finire a Lui e ad Oggy nello spazio virtuale e decidono di viaggiare insieme per tornare alla realtà. Tuttavia bug, flussi di corrente, errori, social network, Jack ed altri ostacoli lì rallentano e devono vedersela con essi. Dopo la risoluzione del problema, Joey decide di vendicarsi iniziando a menare a Dee Dee e a Marky rispettivamente per quello che gli ha fatto e per ritenerlo responsabile dell'avventura che ha iniziato a passare.

## L'abominevole Tarma delle Nevi
Durante l'inverno, la vita di Oggy e dei maledetti scarafaggi dovrebbe essere serena. Però arriva una tarma, con l'intenzione di mangiare qualsiasi filo nella casa del Gatto, che non ha dubbi.

## Il gatto del vicino
Brutus, il gatto della nuova vicina di Oggy, è stufo di subire le sue continue angherie: la donna crede sia un cane e gli chiede in continuazione di abbaiare. Così decide di fuggire e mette al suo posto Oggy. Anche quest'ultimo deve scappare dalle stupide maltrattazioni della padrona di Brutus, ma ogni piano sembra fallire. Così convince a martellate Brutus a tornare dalla sua padrona. Subito dopo dà anche una lezione agli scarafaggi, i quali lo avevano deriso o messo a volte nei guai. 

## Luna di miele
Un'ape molto golosa di marmellata viene addomesticata da Oggy. Lei non sa di aver fatto colpo su Joey, che tenta conquistarla in tutti i modi. Marky e Dee Dee, però, non approvano il loro fidanzamento. Per questo prendono la povera ape a botte. Lei, disorientata, perde la memoria e vola via, mentre il povero Joey si dispera.

## La mongolfiera
Jack arriva alla casa di Oggy con una scatola che contiene una mongolfiera radiotelecomandata. Allora i due gatti vanno in giro con la mongolfiera, ma Joey riesce a fermarla: con un ventilatore riesce a far cadere il telecomando della mongolfiera dalla mano di Jack. Preso il possesso della mongolfiera, inizia a manovrarla.

## Oggy e la scopa magica
Uno stregone parcheggia la sua scopa magica all'interno della casa di Oggy. Oggy, però, la scambia per una sua scopa. Appena Oggy la impugna, la scopa pulisce la casa da cima a fondo e schiaccia gli scarafaggi (intenti a giocare a bocce) e li butta nel cestino della spazzatura. A Joey, allora, viene allora l'idea di cavalcare la scopa magica per vendicarsi contro Oggy.

## Tipi da spiaggia
Oggy va in spiaggia per divertirsi, ma anche lì Gli Scarafaggi ci saranno e porteranno il solito scompiglio.

## Pronto soccorso
Mentre Oggy sorprende Gli Scarafaggi a mangiare il cibo nel suo frigorifero, nasce un nuovo inseguimento che lo fa finire all'ospedale. Si scopre che si è rovinato la testa e, mentre viene curato, anche Gli Scarafaggi sono convinti di fare la stessa cosa, finendo però per scatenare il caos dentro all'edificio per non essere presi da Jack. Alla fine, tutti ingessati e deboli per i problemi di salute si mostreranno, con i buoni che daranno gli attrezzi di cura ai cattivi, che però non sembrano convinti.

## Oggy e le statue
Oggy trova nella sua soffitta una pistola che immobilizza qualsiasi cosa. Una volta che è funzionata, pensa di eliminare agli Scarafaggi in modo da vivere in pace. L'effetto si rivela un successo, ma improvvisamente tutto diventa un sogno segreto quando scompare a causa del bisognino di un cane e Loro ritornano in vita, scoprendo che sia il gatto che successivamente Jack sono invecchiati. Anche in questo frangente la vita da anziani dei due gatti sarà mandata in rovina dagli insetti fino a quando non subiranno nemmeno Loro lo stesso effetto. Dopo un po', il vecchio Oggy fa finire il sogno facendo ritornare indietro tutto il tempo dell'episodio, modificando addirittura l'inizio e ritornando il giovane gatto di sempre. Oggy si accorge del sogno, fino a quando un nuovo scontro con Gli Scarafaggi lo fa ritornare più piccolo, visto dalla sua versione anziana vista prima, che passa in quel momento.

## Una serata all'opera
Jack comincia a cantare nel teatro dell'Opera, ma anche Dee Dee vuole. Lui non è d'accordo e lo butta nella spazzatura. Grazie alle sue intenzioni di ricordare ad Oggy e Jack che sono arrestati per una rapina avvenuta in banca, portandosi con sè la mucca di cartapesta che è l'animale dirigibile dell'edificio del teatro e che è stata fatta tempo prima, riuscirà a sabotarla. Sia l'insetto goloso che I Poliziotti cantano così Toreador, lasciando Il Gatto Verde furibondo. 